# Wilhelm Heye
Wilhelm Heye, född 31 januari 1869, död 11 mars 1947, var en tysk militär.
Heye blev officer vid infanteriet 1889, deltog i 1906 års kolonialkrig i Tyska Sydvästafrika och var vid första världskrigets utbrott överstelöjtnant. Heye placerades som stabschef vid arméavdelningen vid Remus von Woyrschs arméfördelning, blev 1916 överste och 1918 chef för operationsavdelningen i högsta krigsledningen. Efter kriget inträdde Heye i riksvärnet, blev 1921 generalmajor, 1926 general av infanteriet och 1930 generalöverste. Han var 1926-30 närmast presidenten högste befälhavare för armén.